# 亞當·魯尼
亚当·鲁尼（英語：Adam Rooney，1988年4月21日—）是一名愛爾蘭籍足球運動員，司職前鋒，現效力沙福特城。

## 球會生涯

### 斯托克城
在2005年夏季魯尼與斯托克城簽下合同。在斯托克城的第一年，他代表青年軍及預備隊出賽，直至在足總盃對譚禾夫才以替補上場。2006年4月17日他代表球隊在對雷丁的比賽中，取得個人第一顆進球。他個人首個帽子戲法是在2005/06球季的最後一場比賽中對戰已篤定降級的白禮頓，成為球會最年輕的帽子戲法球員。

### 外借期間
2007年3月16日，魯尼被外借至伊奧維一個月，後來延長至季未，但因未能擠入首發陣容而在5月9日中斷租借。
2007年8月他被外借至英乙球會切斯特菲尔德四個月，出賽24次取得6顆進球。

### 恩華利斯

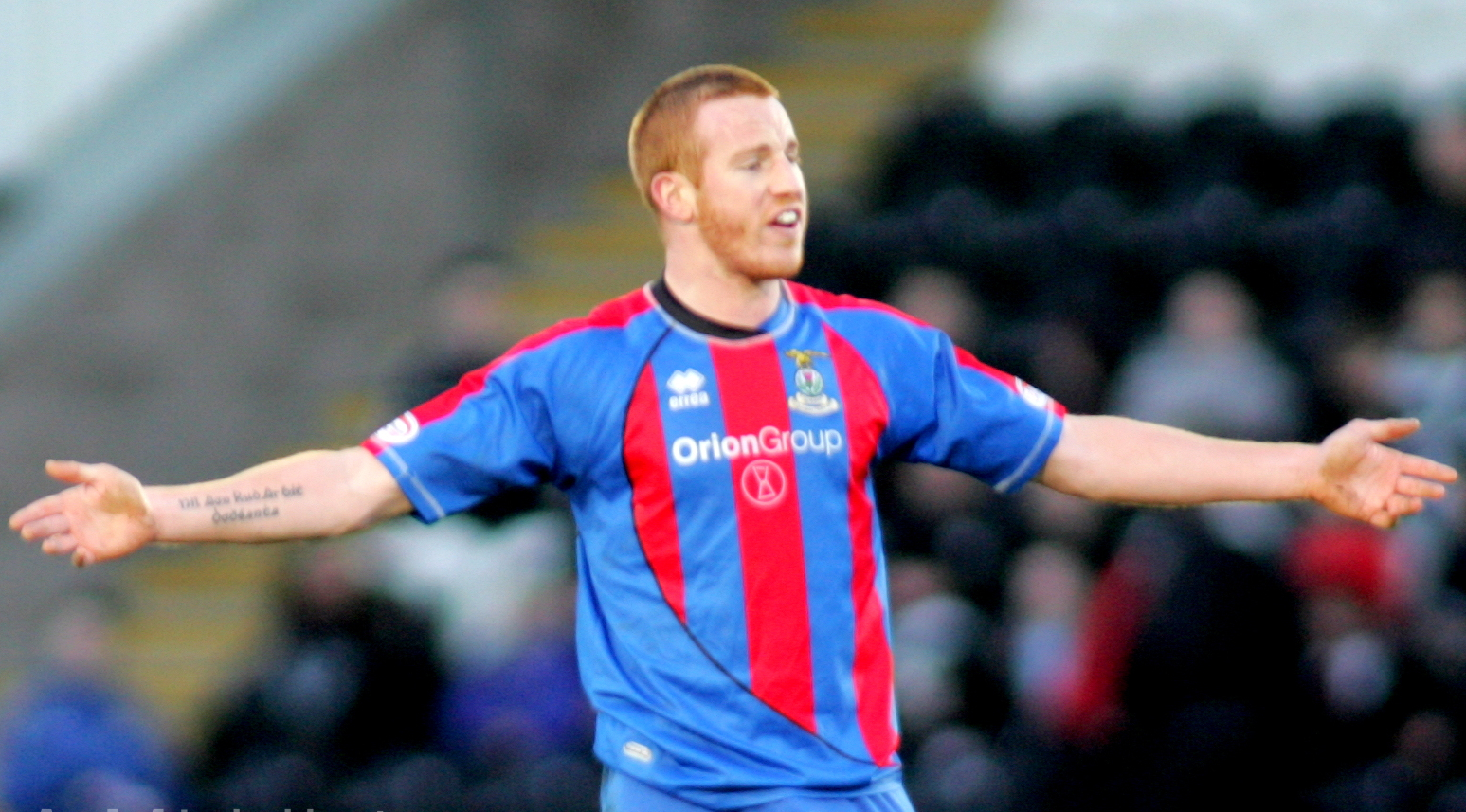
2011年效力恩華尼斯的魯尼

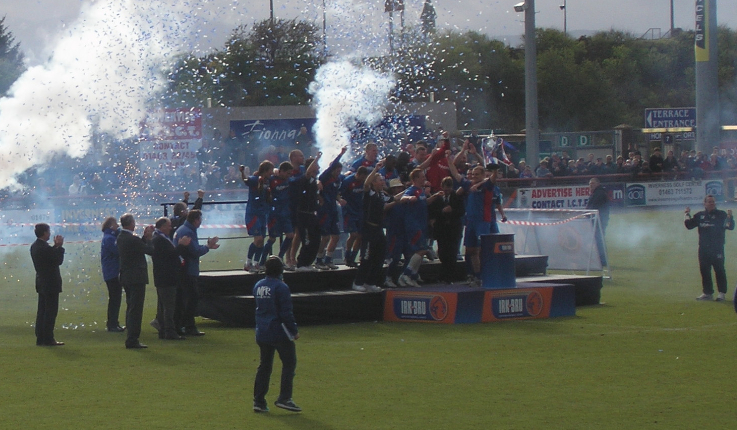
魯尼與隊友慶祝取得2009/10年度蘇格蘭足球甲級聯賽冠軍

2008年7月19日，他跟隨蘇超球隊恩華尼斯試腳並參與在丹麥的季前集訓，最後成功加盟並簽下3年合同。 他代表恩華尼斯的首顆進球是對戰聖美倫，該比賽以1-2落敗。在2009/10球季他代表球隊打進24球成為蘇甲神射手，獲選為蘇甲年度最佳球員，並協助球隊重返蘇超聯賽。

### 伯明翰城
與恩華尼斯的合同結束後，他加盟英冠球會伯明翰並簽下兩年合同。他在新球季的第一場聯賽便代表球隊出戰，球隊以1-2不敵打比郡。在代表伯明翰的首顆進球是在8月21日對米杜士堡，那是一顆點球，在下一場比賽對屈福特中再次取得進球。在歐洲聯賽最後一輪分組賽對馬里博爾替球隊取得唯一一顆進球並全取3分，可惜仍以一分之差飲恨出局。

### 史雲頓
在2012年8月31日，他被外借至英甲球隊史雲頓整個球季，並擁有優先購買權；而史雲頓的保羅·卡迪斯則被外借至伯明翰。

## 國家隊生涯
在2007年5月14日，他代表愛爾蘭U19參加歐洲U-19足球錦標賽，在對保加利亞的比賽中大演帽子戲法，使愛爾蘭以3-0擊敗對手。。

## 榮譽
- 恩華尼斯：
  - 蘇格蘭足球甲級聯賽冠軍，2009–10